# Cephalotes auriger
Cephalotes auriger är en myrart som beskrevs av De Andrade 1999. Cephalotes auriger ingår i släktet Cephalotes och familjen myror. Inga underarter finns listade.